# Heaven or Hell
Heaven or Hell è il primo album in studio del rapper statunitense Don Toliver, pubblicato il 13 marzo 2020 dalla Cactus Jack, We Run It e Atlantic.

## Pubblicazione
Il 10 marzo 2020 Toliver ha annunciato sui propri social media il titolo dell'album, rivelandone nell'occasione anche la copertina.

## Tracce
1. Heaven or Hell – 3:03 (Caleb Toliver, Ebony Oshunrinde, Michael Dean)
2. Euphoria (feat. Travis Scott & Kaash Paige) – 3:36 (Caleb Toliver, Jacques Webster, D'Kyla Woolen, Oluwatoroti Oke, Michael Dean)
3. Cardigan – 2:39 (Caleb Toliver, Michael Dean, Sonny Uwaezuoke, Adam Feeney, Jun Ha Kim, Mohamed Elkhalifa)
4. After Party – 2:48 (Caleb Toliver, Sonny Uwaezuoke, Michael Dean, Jacques Webster)
5. Wasted – 2:51 (Caleb Toliver, Cassio Lopes, Jocelyn Donald)
6. Can't Feel My Legs – 3:01 (Caleb Toliver, Ebony Oshunrinde, Michael Dean, Hans-Michael Dary-Nereus, Charles Ocansey)
7. Candy – 3:56 (Caleb Toliver, Ebony Oshunrinde, Michael Dean, Jacques Webster)
8. Company – 3:25 (Caleb Toliver, Ebony Oshunrinde, Adam Feeney, Michael Dean)
9. Had Enough (feat. Quavo & Offset) – 2:37 (Caleb Toliver, Quavious Marshall, Kiari Cephus, Michael Dean, Bryan Simmons, Leon Michels)
10. Spaceship (feat. Sheck Wes) – 3:05 (Caleb Toliver, Khadimou Fall, Adam Feeney, Sonny Uwaezuoke, Michael Dean)
11. No Photos – 2:55 (Caleb Toliver, Ebony Oshunrinde, Tim Gomringer, Kevin Gomringer)
12. No Idea – 2:34 (Caleb Toliver, Ebony Oshunrinde, Tim Gomringer, Kevin Gomringer)

## Successo commerciale
Heaven or Hell ha debuttato al 7º posto nella classifica statunitense vendendo nella sua prima settimana 44 000 unità, di cui 3 000 sono vendite pure (incluse quelle acquistate insieme ad articoli disponibili sul sito del rapper).

## Classifiche

### Classifiche settimanali
| Classifica (2020) | Posizione massima |
| ----------------- | ----------------- |
| Australia         | 20                |
| Austria           | 23                |
| Belgio (Fiandre)  | 29                |
| Belgio (Vallonia) | 44                |
| Canada            | 7                 |
| Danimarca         | 20                |
| Estonia           | 15                |
| Finlandia         | 50                |
| Francia           | 43                |
| Germania          | 51                |
| Irlanda           | 23                |
| Islanda           | 6                 |
| Italia            | 62                |
| Lettonia          | 27                |
| Lituania          | 14                |
| Norvegia          | 7                 |
| Nuova Zelanda     | 14                |
| Paesi Bassi       | 31                |
| Regno Unito       | 16                |
| Stati Uniti       | 7                 |
| Svezia            | 39                |
| Svizzera          | 22                |

### Classifiche di fine anno
| Classifica (2020) | Posizione |
| ----------------- | --------- |
| Islanda           | 44        |
| Stati Uniti       | 119       |